# Baccharoides
Baccharoides là một chi thực vật phân bố tại châu Á và châu Phi thuộc tông Vernonieae trong họ Cúc.

## Loài
- Baccharoides adoensis (Sch.Bip. ex Walp.) H.Rob.
- Baccharoides anthelmintica (L.) Moench
- Baccharoides ballyi (C.Jeffrey) Isawumi, El-Ghazaly & B.Nord.
- Baccharoides bracteosa (O.Hoffm.) Isawumi, El-Ghazaly & B.Nord.
- Baccharoides calvoana (Hook.f.) Isawumi, El-Ghazaly & B.Nord.
- Baccharoides cardiolepis (O.Hoffm.) Isawumi, El-Ghazaly & B.Nord.
- Baccharoides dumicola (S.Moore) Isawumi, El-Ghazaly & B.Nord.
- Baccharoides filigera (Oliv. & Hiern) Isawumi, El-Ghazaly & B.Nord.
- Baccharoides filipendula (Hiern) Isawumi, El-Ghazaly & B.Nord.
- Baccharoides guineensis (Benth.) H.Rob.
- Baccharoides hymenolepis (A.Rich.) Isawumi, El-Ghazaly & B.Nord.
- Baccharoides incompta (S.Moore) Isawumi, El-Ghazaly & B.Nord.
- Baccharoides kirungae (R.E.Fr.) Isawumi, El-Ghazaly & B.Nord.
- Baccharoides lasiopus (O.Hoffm.) H.Rob.
- Baccharoides longipedunculata (De Wild.) Isawumi, El-Ghazaly & B.Nord.
- Baccharoides nimbaensis (C.D.Adams) Isawumi, El-Ghazaly & B.Nord.
- Baccharoides prolixa (S.Moore) Isawumi, El-Ghazaly & B.Nord.
- Baccharoides pumila (Kotschy & Peyr.) Isawumi
- Baccharoides ringoetii (De Wild.) Isawumi, El-Ghazaly & B.Nord.
- Baccharoides schimperi (DC.) Isawumi, El-Ghazaly & B.Nord.
- Baccharoides sunzuensis (Wild) Isawumi, El-Ghazaly & B.Nord.
- Baccharoides tayloriana Isawumi
- Baccharoides tenoreana (Oliv.) Isawumi

## Loài cũ
Một số loài từng được xếp vào chi Baccharoides nhưng hiện nay đã được chuyển sang các chi khác như Centratherum, Hololepis, Lepidaploa, Lessingianthus, Phyllocephalum, Pluchea, Vernonia.